# Château le Petit Chêne
Le Château le Petit Chêne est un château historique situé à Mazières-en-Gâtine, dans le département des Deux-Sèvres, en région Nouvelle-Aquitaine. Il a été construit au XIXe siècle et est inscrit au titre des monuments historiques depuis 1986. Ce château est un exemple typique de l'architecture seigneuriale de cette époque et se distingue par ses jardins et son cadre naturel.

## Histoire
Le Château le Petit Chêne a été édifié au XIXe siècle dans la région historique du Poitou. Il a servi de résidence seigneuriale et a connu plusieurs propriétaires successifs au cours de son histoire. Bien que le château n’ait pas subi de grands changements au fil des siècles, il a été bien entretenu et rénové, notamment à partir des années 1980.
En 1986, il a été inscrit à l'inventaire des monuments historiques, ce qui a permis sa préservation et sa mise en valeur. Aujourd'hui, il est ouvert au public et accueille des visiteurs pour des visites guidées et des événements culturels.

## Architecture
Le Château le Petit Chêne présente une architecture caractéristique du XIXe siècle, mêlant des éléments néoclassiques et des influences régionales. Il est composé d’un bâtiment principal élégant, avec des fenêtres à meneaux et des toitures en ardoise typiques de cette époque. La façade du château est décorée de manière sobre, mais avec des détails raffinés, tels que des sculptures sur pierre et des balustrades en fer forgé.
Le château est entouré de vastes jardins à la française, aménagés de façon symétrique et comprenant des parterres, des allées bordées de haies, ainsi que des fontaines. Ces jardins sont un élément essentiel de l'attrait du château et offrent un cadre paisible pour les visiteurs.

## Protection et statut
Le Château le Petit Chêne est inscrit au monument historique depuis 1986, ce qui en fait un patrimoine protégé. Cette inscription garantit sa conservation et sa restauration dans le respect de son histoire architecturale. Le château est un témoignage important de l’architecture et du patrimoine de la région Poitou.

## Localisation
Le Château le Petit Chêne se trouve à Mazières-en-Gâtine, une commune située dans le département des Deux-Sèvres, en région Nouvelle-Aquitaine. Le château est situé à proximité des principales routes et est facilement accessible depuis les villes environnantes.
Coordonnées géographiques :
Latitude : 46° 30′ 31″ N
Longitude : 0° 20′ 23″ O
Code postal : 79360

## Activités et visites
Le château est ouvert au public et propose des visites guidées qui permettent de découvrir son histoire, son architecture et ses jardins. Les visiteurs peuvent admirer les salles du château, la décoration intérieure ainsi que les magnifiques jardins à la française.
Le Château le Petit Chêne accueille également des événements culturels et des manifestations, comme des concerts, des expositions et des festivals. Les espaces extérieurs sont également utilisés pour des réceptions privées, des mariages et des séminaires.